# Stare Piaski (powiat łęczycki)
Stare Piaski – wieś w Polsce położona w województwie łódzkim, w powiecie łęczyckim, w gminie Piątek.
W latach 1975–1998 miejscowość należała administracyjnie do województwa płockiego.